# Nikolaj Jakovenko
Nikolaj Jakovenko, född den 5 november 1941 i Rostov-na-Donu, Ryssland, död 22 december 2006, var en sovjetisk brottare som tog OS-silver i tungviktsbrottning i den grekisk-romerska klassen 1968 i Mexico City och därefter OS-silver igen i tungviktsklassen 1972 i München.